# خفاش‌های دریایی راستین
خفاش‌های دریایی راستین (نام علمی: Ogcocephalus) نام یک سرده از خانواده خفاش‌های دریایی است.